# Golem

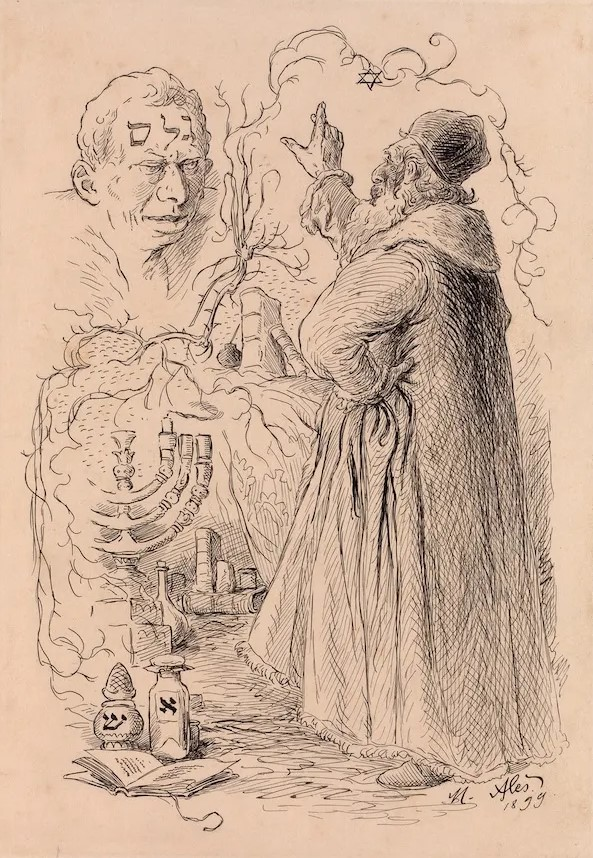
tranh minh họa của Golem.

Trong truyền thuyết Do Thái, Golem là tên của con quái vật được làm từ bùn cũng giống như con người nhưng mạnh và khỏe hơn loài người. Câu chuyện tường thuật nổi tiếng đầu tiên về Golem từ cuối thế kỷ 16 liên quan tới Judah Loew ben Bezalel, người đứng đầu giáo sĩ Do Thái của Praha.

## Lịch sử

### Từ nguyên
Từ golem chỉ xuất hiện một lần trong Cựu Ước: bài Thánh Vịnh 139:16 sử dụng từ גלמי, được dịch ra tiếng Việt là "bào thai". Sách Mishnah dùng tên này để chỉ đến con người không văn minh: "Người không văn minh có bảy đặc tính và người có học thức có bảy," tạm dịch từ tiếng Do Thái trong Pirkei Avos 5:9. Trong tiếng Do Thái hiện đại, golem có nghĩa "ngu ngốc" hoặc "không tự lực được".

### Câu chuyện sớm nhất
Câu chuyện về Golem sớm nhất được nhắc tới bởi Do tháo giáo. Trong Talmud (phúc âm Sanhedrin trang 38), Adam ban đầu được tạo ra theo kiểu golem, khi bùn của ông được nhào nhặn thành hình khối dị dạng. Giống Adam, tất cả golem được tạo từ bùn. Golem được tạo từ những đấng rất linh thiêng kề cận Thiên Chúa. Vì là những người thân cận với Thiên Chúa, những đấng linh thiêng được ban cho một phần sự thông thái và sức mạnh của chúa. Một trong những sức mạnh đó của họ là có thể tạo sự sống từ những vật chất. Dù vậy, tạo vật của họ vẫn chỉ là cái bóng so với tạo vật của Thiên Chúa.
Trước đó, quan điểm về golem đã được phát triển, điểm yếu chính lớn nhất của golem là không thể nói. Trong Sanhedrin trang 65 miêu Rava đang tạo ra một con người (gavra). Ông ta gửi nó đến Rav Zeira; Rav Zeira cố gắng trò chuyện với nó, nhưng nó không thể trả lời. Sau đó Rav Zeira tức giận và nói: "Ngươi được tạo ra bởi phép thuật; giờ hãy trở về với cát bụi."